# Бестужево (Шипуновський район)
Бесту́жево (рос. Бестужево) — село у складі Шипуновського району Алтайського краю, Росія. Входить до складу Ільїнської сільської ради.

## Населення
Населення — 258 осіб (2010; 382 у 2002).
Національний склад (станом на 2002 рік):
- росіяни — 96 %